# Барроу, Дэниел
Дэниел Хьюберт «Дэн» Барроу младший (англ. Daniel Hubert "Dan" Barrow Jr.; 22 июля 1909, Yeadon, Пенсильвания — 4 ноября 1993, Гаррисберг) — американский гребец, выступавший за сборную США по академической гребле в 1930-х годах. Бронзовый призёр летних Олимпийских игр в Берлине, чемпион Европы, победитель и призёр многих регат национального значения.

## Биография
Дэниел Барроу родился 22 июля 1909 года в городе Йидон, штат Пенсильвания.
Начал заниматься академической греблей во время учёбы в старшей школе West Philadelphia Catholic High School в Филадельфии, входил в состав школьной гребной восьмёрки и в 1927 году выиграл национальное первенство среди школьников. Позже проходил подготовку в филадельфийском атлетическом клубе «Пенн», в составе которого одержал множество побед на различных проходивших в стране регатах.
Первого серьёзного успеха на взрослом международном уровне добился в сезоне 1930 года, когда вошёл в основной состав американской национальной сборной и побывал на чемпионате Европы в Бельгии, откуда привёз награду золотого достоинства, выигранную в зачёте распашных рулевых восьмёрок. Из-за множества влияющих на гонку факторов в академической гребле не фиксируются мировые рекорды, тем не менее, время, показанное в то время командой клуба «Пенн», долгое время включалось в «Книгу рекордов Гиннесса» как самое быстрое прохождение дистанции 2000 метров.
В 1933 году Барроу пересел из распашных лодок в парные, в частности в 1934 и 1935 годах он выигрывал национальное первенство в программе парных двоек. Кроме того, он также стал чемпионом в парных четвёрках и в достаточно редкой для гребли дисциплине — парных восьмёрках.
Благодаря череде удачных выступлений удостоился права защищать честь страны на летних Олимпийских играх 1936 года в Берлине. В финале программы парных одиночек пришёл к финишу третьим позади немца Густава Шефера и австрийца Йозефа Хазенёрля — тем самым завоевал бронзовую олимпийскую медаль.
После завершения спортивной карьеры работал страховым агентом в Пенсильвании. Был женат, имел сына и пятерых дочерей.
Умер 4 ноября 1993 года в Гаррисберге, штат Пенсильвания, в возрасте 84 лет.